# Martino De Cesare
Martino De Cesare (Taranto, 18 gennaio 1967) è un musicista italiano.

## Biografia

### Carriera
Sin da giovanissimo abbandona gli studi classici per dedicarsi al jazz e al pop. Si esibisce nei più importanti jazz club italiani con diverse formazioni.
Nel 1998 produce con la sua etichetta discografica il disco “Io sto giù” della band “Febi armonici” di li seguiranno altre sue produzioni come: Tribù Puglia con Eugenio Bennato, Sud Sound System e Après La Classe (Rai-Trade/Edel) e “Grande Tribù Sud con lo stesso Bennato (Rai-Trade/Edel).
Nel 2003 suona e si occupa degli arrangiamenti del disco “Napoli Mediterranea” di Pietra Montecorvino.
Nel 2004 comincia la sua collaborazione con Eugenio Bennato che lo vedrà impegnato nei live e in studio per sei anni. Nello stesso periodo collabora con Enzo Gragnaniello realizzando come chitarrista e arrangiatore due dischi: “Quando mi costa” e “Vieni con me” quest’ultimo colonna sonora dell’omonimo film con Mariangela Melato.
Nel 2009 entra come artista a far parte del progetto “Ambasciatori in musica” del giornalista Sandro Petrone  con il Ministero degli Esteri, progetto che lo vedrà impegnato a portare la sua musica in giro per il mondo.
Memorabili i suoi concerti al Teatro dell Opera del Cairo, Istanbul, Riga, Copenaghen, Oslo e altri.
Nel 2011 scrive e produce il cd/Dvd “Quando arriva un’emozione” quattro cortometraggi in musica con artisti quali: Fabio Concato, Edoardo Bennato, Francesco Baccini, Simona Bencini, Nino Frassica, Enzo Decaro, Sebastiano Somma, Marina Suma, dvd che diventerà in seguito un programma di Raiuno. Si occupa della scrittura, regia e produzione dello stesso cd/dvd.
Nel 2012 comincerà una collaborazione con Tony Esposito formando la band “Vibrazioni Mediterranee” che li vedrà impegnati in una serie di live nei teatri e piazze di tutta Italia.
Partecipa a diverse trasmissioni su Rai e Mediaset promuovendo il suo cd “In a sentimental sud” (Polirecord/CNI) Edito da Rai-Trade/Nunflowers.
Nel 2017 collabora con l’artista Amii Stewart con il progetto ”The concept” .
Nel 2017 scrive il soggetto del film “Chi m’ha visto” di Alessandro Pondi con Beppe Fiorello e Pierfrancesco Favino.
Collabora inoltre con artisti quali: Rocco Papaleo, Edoardo Bennato, Joe Amoruso, Antonio Onorato, Mario Rosini e tanti altri.

## Discografia

### Album in studio
- 2006 - Ultimo Bivio. Tra sogno e realtà
- 2008 - In a sentimental sud
- 2012 - Quando arriva un'emozione